# مهيبة خورشيد
مهيبة خورشيد، (يافا 1921- مصر 2000) هي مناضلة فلسطينية وقائدة للتنظيم العسكري النسائي "زهرة الأقحوان"، وهي أول منظٌّمة نسائية مسلحة تقاوم الاحتلال الصهيوني في عام النكبة الفلسطينية.

## مولدها ومنشأها
ولدت مهيبة خورشيد في عام 1921 في مدينة يافا المدينة الساحلية في فلسطين.
انتقلت مهيبة خورشيد للعيش في مصر كلاجئة فلسطينية حيث تزوجت وامتهنت التدريس؛ ولم يُسمح لها بالعودة إلى فلسطين إلى أن توفيت عام 2000، وذلك في أعقاب عمليات التطهير العرقي التي تعرضت لها مدينة يافا. كانت سياسات التطهير التي مورست بحق المدينة قد دفعت أكثر من 50 ألفًا من السكان البالغ عددهم 70 ألفًا إلى التهجير القسري من منازلهم وبلدتهم.

## تعليمها ونشاطها السياسي
درست في كلية دار المعلمات بالقدس. وعقب حصولها على دبلوم المعلمين، عادت أدراجها مرة أخرى إلى مسقط رأسها مدينة يافا لتبدأ رحلتها المهنية في تعليم الفتيات في المدارس الثانوية، حيث عملت معلمة رياضيات، ونشطت في مجال الرسم والنحت والعزف على الكمان. تابعت فيه مهيبة خورشيد دراستها في مجالات الأدب العربي والصحافة، والتحقت بجمعية السيدات العربيات.

أسست مهيبة خورشيد مع أختها ناريمان منظمة «زهرة الاقحوان» في مدينة يافا بتاريخ 20 شباط 1947، وتشير وثيقتها التأسيسية إلى قَسَم سري نصه التالي:
«أقسم بشرفي وديني وملتي على موالاة مبدئي، وبذل الغالي والنفيس في سبيل الخير والمساعدة لكل محتاج وضعيف، أشهدت رب العالمين على ما ذكرت، كما أنني لا أبوح به حتى الموت»
وقد وقعت عليه صبحية عوض وخديجة كيلاني ومديحة البطة ونجمة عكاشة وميسر ضاهر وسنية إيراني وفايزة شلون ومبرة خالد، ويشار إلى أن معظم عضوات المنظمة رفضن الحديث أو أنكرن عضويتهن حتى بعد انقضاء عقود، في ما يعتقد أنه حفاظ على سرية القسم «حتى الموت».
ومع الوقت تحولت جمعية زهرة الأقحوان إلى منظمة تحتضن جميع السيدات المسلحات اللاتي يشاركن في العمليات ضد الصهاينة.
اهتمت المنظمة بالوحدة بين الأديان كما ساعدت الطلبة الفقراء بشكل غير مباشر، ثم تحولت لاحقا إلى الكفاح المسلّح. تقول خورشيد إنّ ذلك التّحوّل جرى عندما شاهدت أمام عينيها مقتل أحد الأطفال الفلسطينيين، برصاصة بين يدي أمه، ومنذ ذلك الحين بدأت اتصالاتها بالقائد الفلسطيني عبد القادر الحسيني.
لعبت المنظمة أدوارًا مهمة في جمع الأموال لشراء الأسلحة وتوفير الإغاثة للأسر الفلسطينية النازحة في عام 1947، خاصة مع تصاعد حدة التوتر والمعارك بين القوات شبة العسكرية الفلسطينية والقوات الصهيونية، كما نفذت أعمالا عسكرية ضد المنظمات الصهيونية في يافا.
كان لخورشيد دورها القيادي في تنظيم وتنفيذ تلك العمليات ووضع الإستراتيجيات وجمع المعلومات الاستخباراتية. وبينما نددت الآلة الإعلامية الصهيونية بالدور الذي تقوم به خورشيد، أشاد الإعلام العربي بجهودها وشبهها بخولة بنت الأزور.[بحاجة لمصدر]

## أفكارها
كانت مهيبة خورشيد أحد أبرز الداعين إلى تعليم المرأة، وتشجيعها على نبذ التقاليد التي تُعيقها عن المشاركة الفعالة في المجتمع. كانت كانت تتمتع بحس وطني ملحوظ، ومعروفة بمعارضتها لبناء المستعمرات الصهيونية المقامة على الأراضي الفلسطينية، وكذا لسياسات التهجير القسري للسكان الفلسطينيين.
لعب التسامح الديني دورًا كبيرًا في نشاطها باعتباره أحد الأفكار التي دعت إليها بحماسة. فكثيرًا ما شددت خورشيد على أهمية المساواة في التعامل وقبول الناس بغض النظر عن معتقداتهم الدينية. ويذكر أن خورشيد قد ربطتها صداقة لم تمتد لفترة كبيرة مع راشيل دايان ابنة موشيه دايان، القيادي في ميليشيات الهجانة الصهيونية التي ارتكبت العديد من المذابح ضد الفلسطينيين، والذي أصبح فيما بعد وزيرًا للدفاع في إسرائيل.
عرفت مهيبة بخطاباتها العامة الحماسية في التظاهرات مما اضطر سلطة الانتداب البريطاني آنذاك بإيعاز من الحركة الصهيونية إلى استدعائها للتحقيق. غير أنها نجحت في الحصول على تقارير طبية مزورة حالت بين حضورها جلسات التحقيق.